# San Lorenzo en Lucina (título cardenalicio)
El título cardenalicio de San Lorenzo in Lucina es uno de los más antiguos. Probablemente, sobre otro nombre, fue instituido por el papa Evaristo en torno al 112. La iglesia fue legada al título Lucinae, en 366, con la elección del papa Dámaso I.En torno al 684, el título fue confirmado por Benedicto II. Es conocido con el nombre actual a fines del siglo VIII.

## Titulares
- Ilario (494-?)
- Crescente (590-?)
- Sisinnio (731-735)
- Sigismondo (735-745)
- Teodoro (745-761)
- Eusebio (761-?)
- Giorgio (853-867)
- Leone (?) (867-?)
- Adriano (964-?)
- Giovanni (993-1012)
- Leone (1049-1080)
- Landolfo Rangone (cerca del 1088-1099)
- Gregorio da Ceccano (cerca del 1107- cerca del 1119)
- Gregorio Albergati (1119- cerca del 1126)
- Anselmo, C.R.S.A. (1126 o 1127-1143)
- Ugo Misini (o Misani ?), C.R.S.A. (1144-1150)
- Cenzio (1150-1154)
- Ubaldo (o Hubaud) (1155-1157)
- Alberto Sartori di Morra (o Sartorio di Mora), O.S.B. (1158-1187)
- Pietro (?) (1188?-1190?)
- Cencio Savelli, C.R.L. (1191? o 1193-1217)
- Sinibaldo Fieschi (1227-1243)
- John de Tollet, O.Cist. (1244-1262)
- Guy (o Guido), O.Cist. (1262-1272)
- Ugo di Evesham (o Atratus = il Nero) (1281-1285)
- Giacomo Colonna (1307-1318)
- Annibale Gaetani da Ceccano (1327-1333)
- Guillaume Bragose (1362-1367)
- Etienne Alberti (o Aubert) (1368-1369)
- Jean de la Tour, O.S.B. (1371-1374)
- Pierre de Sortenac (o de Bernier) (1375-1384)
- Martín de Zalba (o Salva) (1390-1403), pseudocardenal del antipapa Clemente VII
- Luca Manzoli, O.Hum. (1408-1411)
- Simon de Cramaud (1413-1422), pseudocardenal del antipapa Juan XXIII
- Ximeno Daha (o Eximio o Dahe) (1423-1429), pseudocardenal del antipapa Benedicto XIII
- Jean de la Rochetaillée (1426-1437)
- Giovanni Vitelleschi (1437-1440)
- Jean Le Jeune (de Macel) (1441-1451)
- Filippo Calandrini (1451-1468)
- Giovanni d'Aragona (1484-1485)
- Jorge da Costa (1488-1489); in commendam (1489-1508)
- Silvio Passerini (1517-1520); in commendam (1520-1529)
- Giovanni Domenico de Cupis (1529-1531); in commendam (1531-1553)
- Giovanni Girolamo Morone (1553-1556)
- Georges d'Armagnac (1556-1562)
- Francesco Gonzaga (1562-1566)
- Fulvio Giulio della Corgna, O.S.Io.Hier. (1566-1567)
- Innico d'Avalos d'Aragona, O.S. (1567-1586)
- Marcantonio Colonna (1586-1587)
- Gabriele Paleotti (1587-1589)
- Michele Monelli, O.P. (1589-1591)
- Ludovico Madruzzo (1591-1597)
- Pedro de Deza Manuel (1597-1600)
- Anton Maria Salviati (1600)
- Simeone Tagliavia d'Aragona (1600-1602)
- Girolamo Bernieri (o Bernerio), O.P. (1602-1603)
- Giovanni Battista Maria Pallotta (1603-1611)
- Gregorio Petrocchini de Montelbero, O.E.S.A. (1611)
- Benedetto Giustiniani (1611-1612)
- Francesco Maria Bourbon del Monte (1612-1615)
- Ottavio Bandini (1615-1621)
- Bartolomeo Cesi (1621)
- Andrea Baroni Peretti Montalto (1621-1624)
- Domenico Ginnasi (1624-1626)
- Carlo Gaudenzio Madruzzo (1626)
- Carlo Emmanuele Pio di Savoia (1626-1627)
- Giovanni Garzia Millini (1627-1629)
- Luigi Capponi (1629-1659)
- Girolamo Colonna (1659-1661)
- Giovanni Battista Pallotta (1661-1663)
- Francesco Maria Brancaccio (o Brancati) (1663-1666)
- Stefano Durazzo (1666-1667)
- Ernest Adalbert von Harrach (1667)
- Giulio Gabrielli il Vecchio (1667-1668)
- Virgilio Orsini (1668-1671)
- Rinaldo d'Este (1671)
- Cesare Facchinetti (1671-1672)
- Carlo Rossetti (1672-1676)
- Niccolò Albergati Ludovisi (1676-1677)
- Alderano Cybo-Malaspina (1677-1679)
- Lorenzo Raggi (1679-1680)
- Luigi Alessandro Homodei (o Omodei) (1680-1685)
- Carlo Barbeirni (1685-1704)
- Francesco Nerli iuniore (1704-1708)
- Galeazzo Marescotti (1708-1726)
- Giuseppe Sacripante (1726-1727)
- Giuseppe Renato Imperiali, O.S.Io.Hier. (1727-1737)
- Gianantonio de Via (Davia) (1737-1740)
- Giulio Alberoni (1740-1752)
- Thomas Philip Wallrad d'Alsace-Boussut de Chimay (1752-1759)
- Domenico Passionei (1759-1761)
- Juan Teodoro de Baviera (1761-1763)
- Giacomo Oddi (1763-1770)
- Giuseppe Pozzobonelli (1770-1783)
- Carlo Vittorio Amedeo delle Lanze (1783-1784)
- Marco Antonio Colonna (1784)
- Francesco Carafa della Spina di Traetto (1788-1807); in commendam (1807-1818)
- Bartolomeo Pacca (1818)
- Giovanni Filippo Gallarati Scotti (1818-1819)
- Giulio Gabrielli il Giovane (1819-1822)
- Joseph Fesch (1822-1839)
- Carlo Oppizzoni (1839-1855)
- Giacomo Filippo Fransoni (1855-1856)
- Benedetto Barberini (1856-1863)
- Filippo de Angelis (1867-1877)
- Fabio Maria Asquini (1877-1878)
- Domenico Carafa della Spina di Traetto (1879)
- Lucien-Louis-Joseph-Napoleon Bonaparte (1879-1895)
- Gustav Adolf von Hohenlohe-Schillingsfürst (1895-1896)
- Mieczyslaw Halka Ledóchowski (1896-1902)
- Angelo Di Pietro (1903-1914)
- Pietro Gasparri (1915-1934)
- Carlo Cremonesi (1935-1943)
- Manuel Arteaga y Betancourt (1946-1963)
- Pietro Ciriaci (1964-1966)
- Pietro Parente (1967-1986)
- Opilio Rossi (1987-2004)
- Luigi Poggi (2005-2010)
- Albert Malcolm Ranjith Patabendige Don (2010-)

- Portal:catolicismo. Contenido relacionado con catolicismo.

- Datos: Q132484